# Dick Hansson
Dick Hansson, född 11 februari 1952 på Gotland, är en svensk musiker (trummis och perkussionist), låtskrivare och konstnär.
Hansson spelade i mitten av 1970-talet tillsammans med bland andra Lorne de Wolfe i bandet Vargen vilket 1978 ombildades till Hansson de Wolfe United. Han är även verksam som konstnär.